# Герметизм (поэзия)
Герметизм или герметицизм (англ. hermeticism, итал. ermetismo или итал. poesia ermetica — герметическая поэзия) — направление в итальянской поэзии 20-30-х годов XX века. Само название подчёркивает его замкнутость, оторванность от действительности, уход в мир субъективных переживаний. Поэзия герметизма, проникнутая настроением человека, одиночества, сочеталась с отрицательным отношением к фашистской идеологии. В герметизме сохранился гуманистический интерес к внутреннему миру человека. Принцип модернистской поэтики герметизма — абстрагирование от «непоэтической» реальности. Отсюда усложнённость образа, возникающего в результате цепи субъективных ассоциаций. Герметики стремились к максимальной значимости слова как выражения чувства, а не мысли: слово должно через ритм и гармонию передавать скрытый мир душевных движений и состояний. Но значение слова у герметиков также субъективно, подчинено индивидуальной ассоциации и часто лишено общепринятого смысла.

Эстетическая составляющая герметизма базируется на таких принципах, как погружение в грёзы внутреннего мира, показ сложных процессов взаимоотношений человека и реальности, внимание к мимолетным ощущениям, событиям и т. п.

Герметическая поэзия является формой неясной и трудной поэзии, как в школе символистов, где язык и образы субъективны, и где внушающая сила звука слов так же важна, как и их значение.

## Термин
Термин «Ermetismo» был введен на итальянском языке литературным критиком Франческо Флорой (хотя и с очень общей и поверхностной коннотацией) в 1936 году и напоминает мистическую концепцию поэтического слова, поскольку он ссылается на легендарную фигуру Гермеса Трисмегиста (Трижды Великий Гермес), возвращаясь к эллинистическим временам и к такими трактатам, как Асклепий и Герметический корпус. В том же 1936 году итальянский поэт Карло Бо опубликовал очерк в литературном журнале Il Frontespizio под названием «Letteratura come vita» («Литература как образ жизни»), содержащий теоретико-методологические основы герметической поэзии.
В литературном плане термин «Герметизм» (а вернее «Герметицизм»), таким образом, выделяет тип поэзии, который имеет близкий (то есть герметичный, скрытый, запечатанный) характер, сложный по своей конструкции и обычно достигаемый последовательностью аналогий, которые трудно интерпретировать.
Умберто Эко применяет термин «Герметизм» уже к произведениям прозы, говоря о «герметичности» авторского текста.. Герметический семиозис преобразует мир в чисто лингвистический феномен, но лишает язык коммуникативной силы.

## Поэты-герметики
Крупнейшие поэты герметизма — Э. Монтале, Дж. Унгаретти, Э. Витторини, В. Пратолини. В творчестве Монтале 30-х гг. наиболее отчётливо проявились трагическое ощущение мира и отчаяние. Заложенные в герметизме гуманистические тенденции, его неприятие фашизма позволили выдающимся поэтам-герметикам под влиянием Движения Сопротивления в период второй мировой войны 1939—1945 годов и поражения фашизма выйти из плена субъективизма. Поэты С. Квазимодо и С. Сольми, начинавшие как герметики, обратились к изображению душевной жизни человека в тесной связи с его борьбой за лучшее будущее в современном мире. К герметикам относят также У. Саба, А. Гатто, П. Бигонджари, М. Луци, А. Парронки и др. В отличие от французского символизма (влияние которого ощутимо в герметизме), герметики не стремятся к музыкальным или живописным эффектам; в их поэзии слово передаёт чувство, а не идею.
Лена Силард в своей книге «Герметизм и герменевтика» утверждает, что в творчестве русских символистов Серебряного века, в частности Вяч. Иванова, М. Волошина и А. Белого, также присутствует герметизм.

## Герметизм в философии
Герметическая философия появилась в I—IV вв. н. э. в Египетской Александрии в текстах Герметического корпуса и в иных герметических трактатах. В последующие века это понятие применялось для обозначения алхимии, эзотерической медицины, астрологии, магии, мистических философских доктрин и других форм западного эзотеризма. Но в конце XX века термин «Герметизм» (Hermeticism) стал применяться аналогично, также как с итальянскими поэтами-символистами, к европейским философам. Начиная с работы Фрэнсис А. Йейтс исследователи стали говорить о герметизме Джордано Бруно, Николая Кузанского, Марсилио Фичино, Пико делла Мирандолы и др. представителей эпохи Возрождения. Затем отмечали влияние герметизма в работах Ньютона, Коперника и Кеплера. Несмотря на жесткую критику выдвинутого Йейтс тезиса о сильном герметическом влиянии на западноевропейских мыслителей, термин «Герметизм» стал применяться уже к представителям классической немецкой философии. Появились масштабные исследования о герметизме в работах Канта и Гегеля. Именно в последних работах понятие «герметицизм» используется не в прямом значении, связанном с эзотерическими учениями, а как указатель на символический, глубокий смысл философских произведений и общий западноевропейский культурный контекст.

## Герметизм в музыке
В первой четверти XXI века термин герметицизм (герметизм) стал закрепляться за ответвлением от музыкального направления Black Metal. Данное направление характерно использует отсылки к герметической символической философии и алхимии в текстах музыкальных композиций, названиях произведений и сопровождающей символики на обложках медийных альбомов и как часть декора во время концертов. В стиле «Hermetic Metal» или «Esoteric Black Metal» свои альбомы записывают такие музыкальные группы и проекты, как «Albionic Hermeticism», «Acherontas», «Funeralis», «Artefactum», «Christian Hornbostel», «Hermetic brotherhood», «Hermes`Brothers» и др.